# Mortagne-sur-Sèvre
Mortagne-sur-Sèvre là một xã ở tỉnh Vendée trong vùng Pays de la Loire, thủ phủ tổng Mortagne-sur-Sèvre.
Cự ly so với các thành phố lớn của Pháp:
- 370 km so với Paris,
- 63 km so với Nantes,
- 55 km so với La Roche-sur-Yon,
- 7 km so với Cholet,
- 15 km so với Puy du Fou,
- 38 km so với Bressuire,
- 45 km so với Montournais.

Các đơn vị giáp ranh
- La Verrie
- Saint-Laurent-sur-Sèvre
- Cholet
- Saint-Christophe-du-Bois

## Biến động dân số
| Năm | 1962  | 1968  | 1975  | 1982  | 1990  | 1999  | 2006  |
| --- | ----- | ----- | ----- | ----- | ----- | ----- | ----- |
| Dân số | 3 936 | 4 246 | 4 691 | 5 301 | 5 724 | 5 938 | 6 134 |
| From the year 1962 on: No double counting—residents of multiple communes (e.g. students and military personnel) are counted only once. |       |       |       |       |       |       |       |